# Chłopiec z burzy (film 1976)
Chłopiec z burzy (ang. Storm Boy in. tytuł Pan Percival) – australijski film familijny z 1976, który jest adaptacją książki Colina Thiele’a, opowiadający o chłopcu, i jego pelikanie. Pelikan ten padł w 2009 roku w wieku 33 lat.

## Obsada
- Greg Rowe
- Peter Cummins
- David Gulpilil
- Judy Dick
- Tony Allison
- Michael Moody
- Graham Dow
- Eric Mack
- Frank Foster-Brown
- Michael Caulfield
- Paul Smith
- Hedley Cullen

## Wersja Polska
- Wersja Polska – Studio Opracowań Filmów w Warszawie
- Reżyseria – Izabella Falewiczowa

Obsada:
- Piotr Borowik
- Ryszard Bacciarelli
- Piotr Grabowski
- Teresa Lipowska
- Krystian Tomczak

## Nagrody
- Film jest, od momentu zakończenia produkcji, nadal popularny w Australii i Wielkiej Brytanii, otrzymał nagrodę w Moskiewskim Festiwalu Filmów Międzynarodowych w 1977 za najlepszy film dla dzieci.
- Film zdobył nagrodę w Australijskim Instytucie Najlepszych Filmów w 1977.